# Хилда Абрахам
Хилда Абрахам (на немски: Hilda Abraham) е немски психоаналитик.

## Биография
Родена е през 1906 година в Цюрих, Швейцария, в семейството на Карл Абрахам и Хедвиг Бюргнер. Поради проблеми с концентрацията започва анализа с Йохан Опхойсен през 1922 – 1923 г., а след това го продължава и с Хилде Маас. Започва да учи медицина в Берлин, но поради идването на Хитлер на власт през 1933 г. тя се принуждава да прекъсне обучителната си анализа. Четири години по-късно заминава за Англия, където довършва психоаналитичното си обучение. След това става член и обучаващ аналитик на Британското психоаналитично общество и работи в клиниката Падингтън в Лондон.
Хилда Абрахам заедно със своята приятелка психоаналитик Динора Пайнс са привърженици на Ана Фройд, въпреки че, бащата на Хилда е бил учител на Мелани Клайн.
Умира през 1971 година в Лондон на 65-годишна възраст.